# Lancia Aprilia
El Lancia Aprilia es un automóvil de turismo fabricado por la marca italiana Lancia entre los años 1937 y 1949.
El Lancia Aprilia introdujo un diseño aerodinámico con un coeficiente de resistencia que era inusual para la época (0,47 según las mediciones hechas en 1970 en el túnel aerodinámico de Pininfarina). 
Su arquitectura mecánica era muy novedosa, propulsión trasera con el la caja de cambios en posición central-trasera formando un transeje con el diferencial y suspensión independiente a las cuatro ruedas con los frenos traseros de tambor situados a la salida del diferencial de modo que los semiejes transimitián el par de reacción al frenar. 
La tercera serie del Ardea (1939), una edición más pequeña del Aprilia, tenía una caja de engranajes de 5 velocidades, con el la quinta reacción sobremultiplicada, los amortiguadores un sistema eléctrico de 12 voltios y de un choque de Houdaille.

## Galería

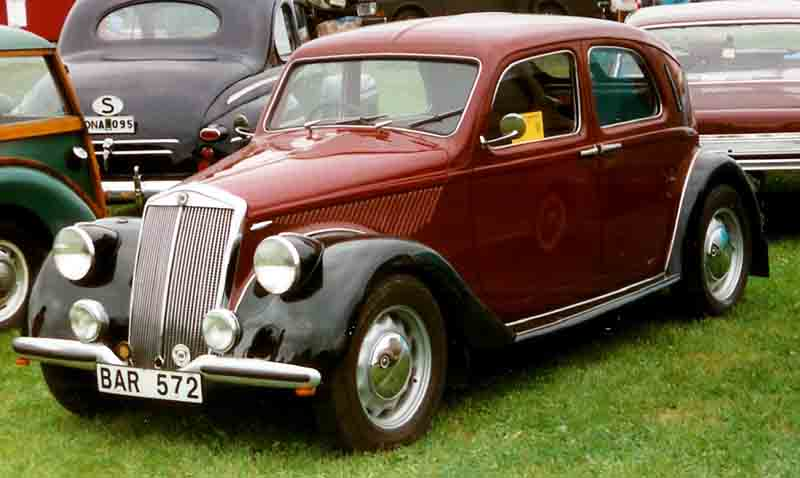
Lancia Aprilia 1937..
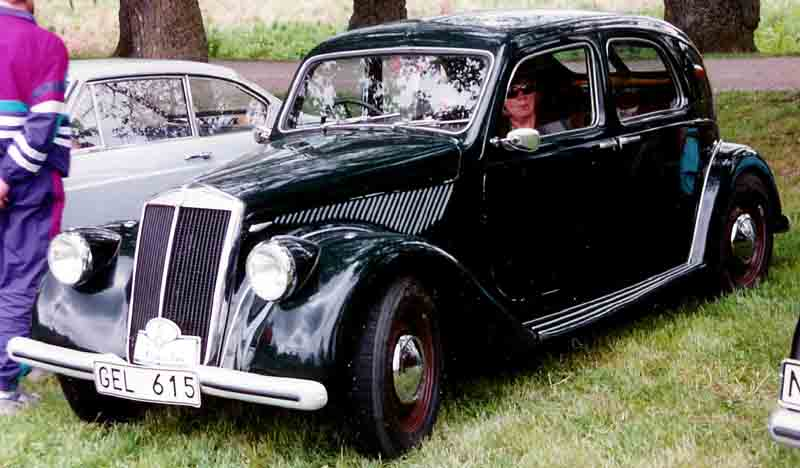
Lancia Aprilia 1947..
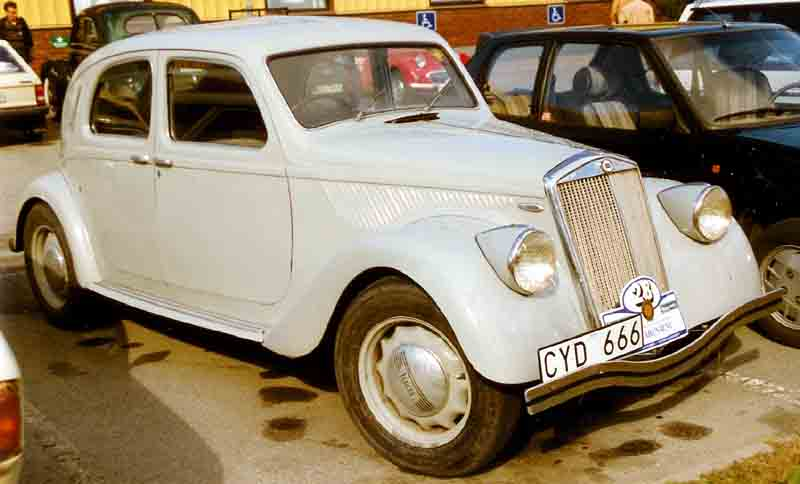
Lancia Aprilia 1939..

- Datos: Q926873
- Multimedia: Lancia Aprilia / Q926873